# Кали (Италия)
Вижте пояснителната страница за други значения на Кали.
Ка̀ли (на италиански: Cagli, на местен диалект Caj, Кай) е град и община в Централна Италия, провинция Пезаро и Урбино, регион Марке. Разположен е на 276 m надморска височина. Населението на общината е 15 777 души (към 2010 г.).